# Gestione delle scorte
La gestione delle scorte è un argomento che rientra nell'ambito del controllo del flusso dei materiali all'interno di un processo produttivo, il cui obiettivo è minimizzare il costo di mantenimento a magazzino delle scorte, pur garantendo una corretta alimentazione dei flussi produttivi.

## Descrizione
Per scorta si intende una certa quantità di un articolo accumulata per essere messa a disposizione di un utilizzatore, affinché la consumi secondo le sue necessità.
La scorta è un serbatoio di compensazione, che permette di creare un collegamento flessibile tra fasi del processo produttivo situate in sequenza, ma la cui frequenza operativa è diversa. Ad esempio, l'approvvigionamento di materie prime è periodico, mentre l'utilizzo in produzione è continuo.
Le scorte possono essere di natura diversa:
- di materie prime
- di WIP (Work in process - materiale in lavorazione)
- di prodotti finiti

Le scorte possono avere diverse funzioni all'interno del ciclo produttivo:
- di transito (pipeline): hanno la funzione di coprire la richiesta di materiale per il tempo di approvvigionamento
- ciclo: dato che solitamente i fornitori non effettuano spedizioni ai clienti in modo continuo nel tempo, questo tipo di scorta serve al cliente per poter produrre nel periodo che intercorre tra due consegne da parte del fornitore. Tale scorta è pertanto proporzionale al tempo di consegna del fornitore.
- sicurezza: sono indotte dalla necessità di ridurre l'incertezza della domanda di materiale o di ritardi di rifornimento
- anticipazione e disaccoppiamento: hanno la funzione di anticipare alcune fasi di produzione o di disaccoppiare due lavorazioni successive.

Le politiche di gestione della scorta ciclo possono essere di due tipi differenti:
1. a ripristino
2. a fabbisogno (o lotti fissi)

Nel primo caso ci si basa fondamentalmente solamente sul livello di giacenza, per cui la scorta ciclo è presente all'interno del sito produttivo indipendentemente dalla necessità della stazione a valle, e quando viene utilizzata da essa, la stazione a monte o il fornitore provvederanno a ripristinare il livello di magazzino esistente (sulla base di una certa politica).

Nel secondo caso invece, si tiene conto anche della previsione di impiego, per cui la scorta è generata solamente nel momento in cui è utile alla stazione a valle; in tale sistema, è la domanda di mercato a determinare le richieste di produzione e di approvvigionamento di tutti i componenti ed i semilavorati all'interno del sito produttivo, nei tempi appropriati (né troppo presto, per non generare scorta extra, né troppo tardi, per non causare ritardi nelle consegne di prodotti finiti). La politica a fabbisogno più nota è il Material Requirements Planning (MRP). Il just in time, tramite i kanban, è invece una delle politiche di gestione a ripristino di maggiore successo degli ultimi anni.

## Gestione a ripristino della scorta ciclo in un singolo punto di stoccaggio
Nei casi reali di gestione delle scorte, si deve spesso far fronte ad una domanda non deterministica ed ignota: in questi casi, è necessario modellizzarla con una distribuzione di probabilità se si vuole ottenere un determinato livello di servizio.
La gestione dinamica (o multiperiodale) delle scorte usa due criteri fondamentali per il riordino:
- Politiche di riordino a quantità fissa: il riordino avviene in lotti noti a priori, ma in istanti non noti a priori.
- Politiche di riordino a periodo fisso: il riordino avviene in quantità non note a priori, ma in istanti determinati a priori.

### Reorder Level (ROL)
Tale politica di riordino richiede il controllo continuo del livello di magazzino, e il riordino, di un lotto prefissato e tipicamente pari al lotto economico (o EOQ), avviene non appena il livello scende al di sotto di un livello di riordino prefissato. Si può far quindi rientrare tale politica all'interno del gruppo a "quantità fissa" definito sopra. Nel caso in cui la domanda è costante e deterministica, questo metodo coincide con il cosiddetto modello di Wilson. L'aleatorietà della domanda e del tempo di consegna porta alla necessità di impiegare delle scorte di sicurezza per ottenere un livello di servizio (LS) accettabile. In base al modello di Hadley-Whitin, con una politica ROL e tempi di consegna (TA) e domanda media (D) distribuiti secondo due funzioni di probabilità normali e indipendenti tra loro, il livello ottimale di scorte di sicurezza è:

{\displaystyle SS=k_{LS}*{\sqrt {\sigma _{\bar {d}}^{2}*TA+\sigma _{TA}^{2}*{\bar {d}}^{2}}}}

Con il coefficiente k che è pari al valore dell'inversa della normale standard calcolata nel valore del livello di servizio che vogliamo ottenere (ovvero la quantità di domanda che si vuole soddisfare senza incorrere nel rischio di stockout). L'assenza totale di scorta di sicurezza comporta LS = 50%.

### Reorder Cicle (ROC)
Questa politica di riordino prevede l'ordine di un quantitativo fisso di materiale (tipicamente ancora l'EOQ), come il ROL, ma il controllo del magazzino è effettuato ad intervalli regolari discreti, e si procede con l'ordine nel caso in cui si scenda sotto il livello di riordino (come nel ROL). L'utilizzo di tale politica da un lato rimuove il vincolo del controllo continuo del magazzino, dall'altro mette a rischio di stockout per un periodo maggiore, in quanto si aumenta l'aleatorietà del sistema. Il livello di scorte di sicurezza in questo modello è pari a: 

{\displaystyle SS=k_{LS}*{\sqrt {\sigma _{\bar {d}}^{2}*(TA+IR)+\sigma _{TA}^{2}*{\bar {d}}^{2}}}}

Con IR pari all'intervallo di tempo intercorrente tra due controlli del livello di magazzino.

### IR fisso con Livello Obiettivo
Tale politica, che ricade tra quelle a periodo fisso, prevede la fissazione di un livello obiettivo (massimo) del quantitativo di scorte a magazzino, e l'invio di ordini di replenishment ogni volta che trascorre il periodo IR, a prescindere dal livello corrente di magazzino. La quantità da ordinare sarà pari a {\displaystyle Q_{i}=LO-Giacenza_{i}}, e pertanto è variabile. Il livello obiettivo è scelto in base alla seguente formula: {\displaystyle LO=(TA+IR)*{\bar {d}}}.

Il livello delle scorte di sicurezza è il medesimo della politica ROC.

### IR con (S,s)
Politica che prevede l'andamento delle scorte in magazzino tra due livelli, detti appunto S e s. Il livello delle scorte è misurato ad intervalli regolari pari ad IR; se in uno di questi controlli il livello scende sotto a s, verrà predisposto un ordine di un quantitativo pari alla differenza tra S e s. Molti testi propongono il Livello Obiettivo della politica precedente come formula per s, ovvero {\displaystyle s=(TA+IR)*{\bar {d}}}. S invece viene definito come {\displaystyle S=s+EOQ-{\frac {{\bar {d}}*IR}{2}}}. È facile rendersi conto però che tale formulazione porta ad un comportamento scorretto del modello che, con un IR fissato equivalente a EOQ diviso la domanda media, nel caso medio ordinerà ogni IR mantenendo il livello minimo di scorte ben sopra il necessario e rendendo quindi superfluo ogni tipo di scorta di sicurezza. In generale non esiste un calcolo univoco per s, S e IR, che invece andrebbero valutati caso per caso. In letteratura è possibile trovare numerose proposte, ricavate attraverso diverse metodologie.
Il livello di scorte di sicurezza è il medesimo della politica ROC

### Two-bin
Politica generalmente seguita per materiali di consumo a scarso o nullo costo di immagazzinamento per unità di prodotto (cancelleria, minuteria, ecc). La politica consiste nel tenere a scorta due "contenitori" in magazzino, uno in uso e l'altro di scorta. Non appena il primo viene esaurito, si inizia il consumo del secondo e viene predisposto il replenishment. Un utilizzo estensivo di tale politica è impossibile in quanto l'aumento di scorte inutilizzate è eccessivo.

## Gestione delle scorte "a valore"
Le scorte vengono valorizzate con il metodo di contabilità analitica interna adottato dall'azienda. In fase di budgeting, per le parti make o buy (semilavorati di produzione interna o di acquisto) mai prodotti/comprati in precedenza, si usano stime di costo, ad esempio con il costo standard.

Una iniziale analisi ABC delle scorte (materie prime, semilavorati, prodotti finiti), detta anche analisi di Pareto-efficienza, permette di identificare graficamente il 20% dei codici materiale che da solo determina l'80% del valore delle giacenza registrato a bilancio, e quindi di focalizzare l'analisi su questo segmento (i materiali in classe A) provvedendo ad individuare singolarmente per tali materiali la più opportuna politica di gestione a scorta e accurate previsioni di vendita. Per i materiali in classe B e C si valuta il trade-off fra costo di stock-out e costo di mantenimento a scorta, e l'opportunità stessa di tenerli a magazzino.

Su tali codici è utile calcolare l'indice di rotazione delle scorte, e per quelli a più bassa movimentazione negli ultimi 5 anni, valutare l'opportunità di stanziare un fondo di svalutazione contabile da rilasciare entro tre anni (tenendone la disponibilità fisica a magazzino), oppure procedere a una vendita a peso ovvero rottamazione. La decisione può essere ristretta ulteriormente da una più approfondita analisi tecnica, che accerti se questi materiali a bassa movimentazione non siano presenti in qualche distinta base (di Produzione o di Progettazione) di codici non lanciati in produzione negli ultimi 5 (o più) anni, oppure di nuova creazione.

## Gestione delle scorte lungo una catena di distribuzione
Nel caso di grosse reti logistiche, i magazzini possono essere più di uno. Essi possono essere collegati secondo reti logistiche anche molto complesse, ma schematicamente possiamo identificare due geometrie base. La rete logistica può infatti essere:
- arborescente: esistono più livelli di magazzini, sempre più numerosi man mano che si va verso i punti vendita. La rete dunque si ramifica, ed è tipico della logistica di distribuzione.
- convergente: esistono più livelli di magazzini, sempre meno numerosi man mano che si va verso i punti vendita. La rete dunque converge verso pochi magazzini, ed è tipico della logistica interna.

### Politiche di gestione di una rete multilivello
La letteratura contempla due principali politiche di riordino basate su due diverse tecniche di conteggio della scorta disponibile (ovvero, la quantità di scorta presente al momento in magazzino, più gli ordini di fornitura emessi meno gli eventuali ordini in arretrato da evadere), che sono:
- Installation Stock: ogni magazzino vede come scorta disponibile solo la propria.
- Echelon Installation Stock: ogni magazzino vede come scorta disponibile la propria più quella di tutti i magazzini a valle di sé stesso.

La caratteristica principale della politica Echelon è di non essere nested (annidata), ovvero lo spostamento ad un livello n di quantità di merce ad un livello inferiore non cambia la quantità di merce contabilizzata Echelon del livello n: se la quantità contabilizzata Echelon ad un certo livello diminuisce, ha come unica ragione possibile l'uscita di merce dall'intero sistema, pari alla quantità differenza tra il livello vecchio e il nuovo. Non è valido necessariamente il viceversa. La caratteristica non nested della contabilità Echelon rende più adatta questa politica per reti arborescenti rispetto alla politica Installation. Lo svantaggio più evidente è la maggiore complessità informativa del sistema.

### Transit Point
Il Transit Point (o nodo di cross-docking) è luogo, o meglio un nodo della rete logistica, dove i lotti di merce vengono ricevuti e riallocati in lotti più piccoli. Il transit point è utile per allocare in modo più efficiente le scorte ai magazzini (tipicamente dei punti vendita) che si trovano a valle di esso, in base al principio statistico del risk pooling: in sintesi, la varianza aggregata degli ordini dei nodi a valle del transit point è minore, o al peggio, uguale, della varianza somma degli stessi nodi considerati singolarmente. La conseguenza è una riduzione dell'incertezza attesa sulla quantità di merce da ordinare utilizzando il transit point (che permette, in pratica, di aggregare più ordini). A differenza di un magazzino intermedio, il transit point non possiede scorte proprie: per questo motivo, il transit point è gestito tipicamente secondo la politica Echelon.